# Фодеба Кейта
Фоде́ба Кейта́ (Fodéba Keïta; *19 січня 1921, Сігуїрі — 27 травня 1969, Камп-Бойро) — гвінейський танцюрист, музикант, письменник, поет, драматург, композитор і політик; один із творців гвінейської національної культури; засновник першої професійної африканської театральної трупи Theatre Africain ; писав французькою; також він заранжував Liberté, державний гімн Гвінеї.

## З життєпису
Фодеба Кейта народився в родині медика. Початкову освіту отримав у нормальній школі В. Понті на острові Горе в Сенегалі.
Під час правових студій в Парижі в 1948 році Ф. Кейта заснував музичний гурт Sud Jazz. 
Наприкінці 1940-х років заснував Théâtre Africain (згодом Les Ballets Africains), успішну балетну групу, яка гастролювала в Африці протягом 6 років, а потім отримала статус національного танцювального колективу Гвінеї (його високо оцінив один зі світочів західноафриканської культури і тодішній президент Сенегалу Леопольд Седар Сенгор. З Kanté Facély та Les Ballets Africains він відіграв визначну роль у відкритті й демонстрації досі невідомих виконавських традицій народів манде по всьому світу.
Після повернення до Гвінеї він розпочав активну культурну, зокрема літературну діяльність. 
Як активний член партії Африканське демократичне об'єднання Ф. Кейта тісно співпрацював з першим президентом Гвінеї Секу Туре від 1956 року, а в наступному (1957) році був обраний до Територіальної асамблеї. У 1961 році Кейта був призначений міністром оборони та безпеки. На цій посаді він, зокрема, викрив низку змов проти очільника держави Секу Туре, але зрештою все одно був ув'язнений у сумнозвісному таборі Бойро, в'язниці, яку сам допомагав збудувати, за ймовірну причетність до змови Лабе в лютому 1969 року та зазнав тортур (т. зв. «чорна дієта» diète noire).
27 травня 1969 року Фодеба Кейту без суду й слідства розстріляли.

## З творчості
Фодеба Кейта опублікував поетичну збірку Poèmes africains (1950), роман Le Maître d'école (1952), а в 1957 році написав і поставив наративну поему Aube africaine («Африканський світанок») як театрально-балетну постановку, засновану на трагічних подіях, відомих як різанина Тіароє.
Твори Кейта були заборонені у Французькій Африці, оскільки їх автор вважався радикалом і антиколоніалістом.
Українською наративну поему «Африканський світанок» Ф. Кейти переклав В. І. Ткаченко й включив її в упорядковану ним же африканську поетичну антологію, що побачила світ у 1983 році.